# Șieu-Sfântu, Bistrița-Năsăud
Șieu-Sfântu, mai demult Șieu-Sfânt, Sfîntul, Sântu, Sântul (în dialectul săsesc Leresderf, în germană Leresdorf, în maghiară Sajószentandrás, Szentandrás) este un sat în comuna Șintereag din județul Bistrița-Năsăud, Transilvania, România.

## Istorie
- Prima atestare documentară este in 1174 cu numele Igalia
- În 1288 este pentru prima dată menționat cu numele Sajószentandrás.
- În perioada medievala a fost un sat Maghiaro-Săsesc.
- În perioada reformelor maghiarii au trecut la Biserica Reformată, iar sașii la Luteranism.
- În secolul XVII sașii au dispărut complet, iar populația maghiară a scăzut atât de puternic încât locuitorii nu și-au putut permite nici măcar un preot în perioada 1644-1744.
- În 1744 satul s-a consolidat, și s-a înființat o noua parohie reformată.
- În perioada următoare s-a stabilit în zonă o populație românească.
- În prezent satul este bilingv româno-maghiar.

## Demografie
Componența etnică a satului Șieu-Sfântu(2011)
     Români (74,41%)
     Maghiari (24,41%)
     Romi (1,16%)
Componența etnică a satului Șieu-Sfântu(1910)
     Români (61,56%)
     Maghiari (34,16%)
     Germani (4,27%)
- La recensământul din 1910 populația satului era de 562 de locuitori, dintre care: 346 români, 192 maghiari și 24 sași.
- La recensământul din 2011 populația satului era de 430 de locuitori, dintre care: 320 români, 105 maghiari și 5 țigani.
- La recensământul din 2020 populația satului era de 362 de locuitori, dintre care: 268 români, 83 maghiari și 11 țigani.

## Date geologice
În subsolul localității se găsește un masiv de sare.

## Imagini

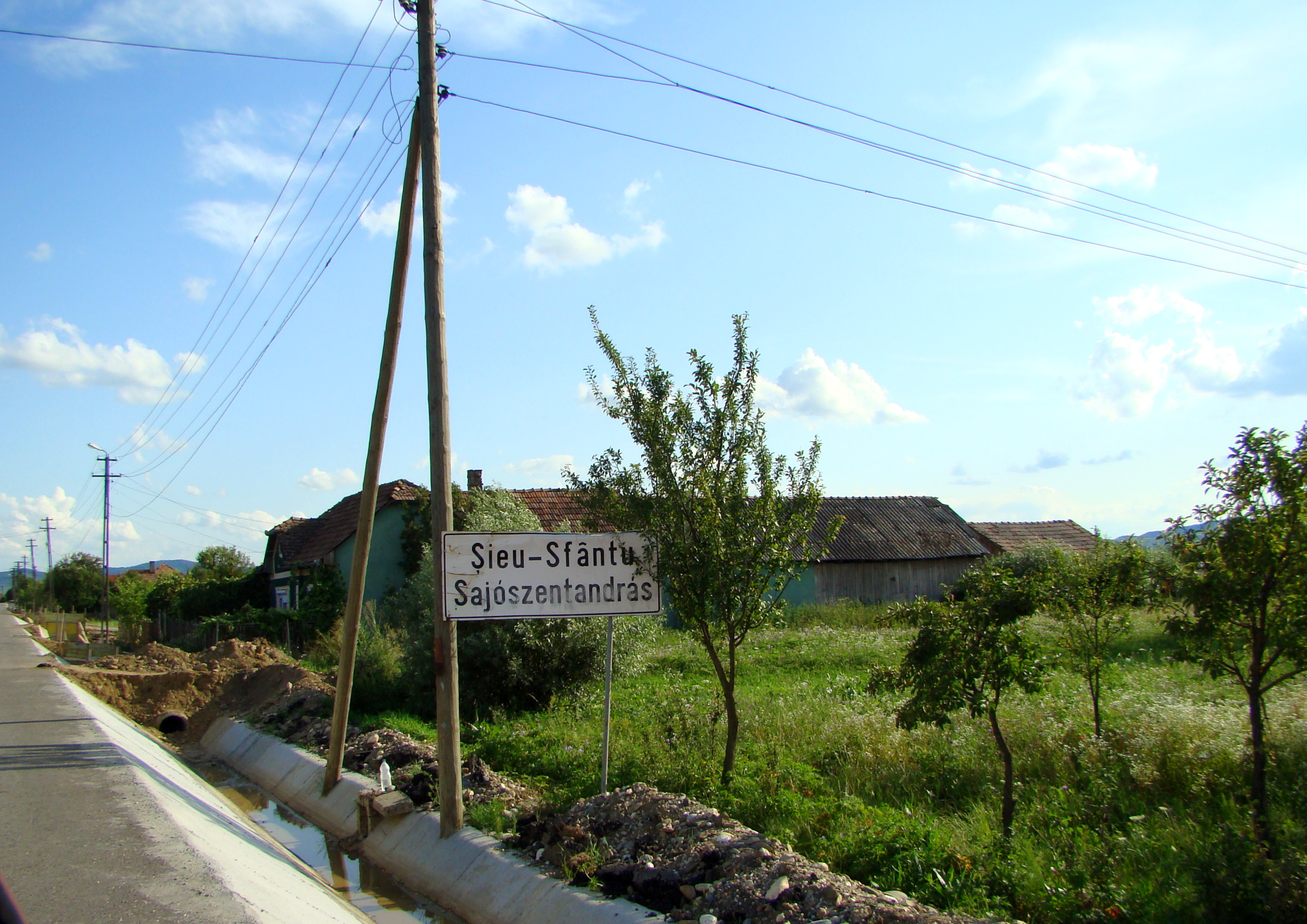
Intrarea în localitate
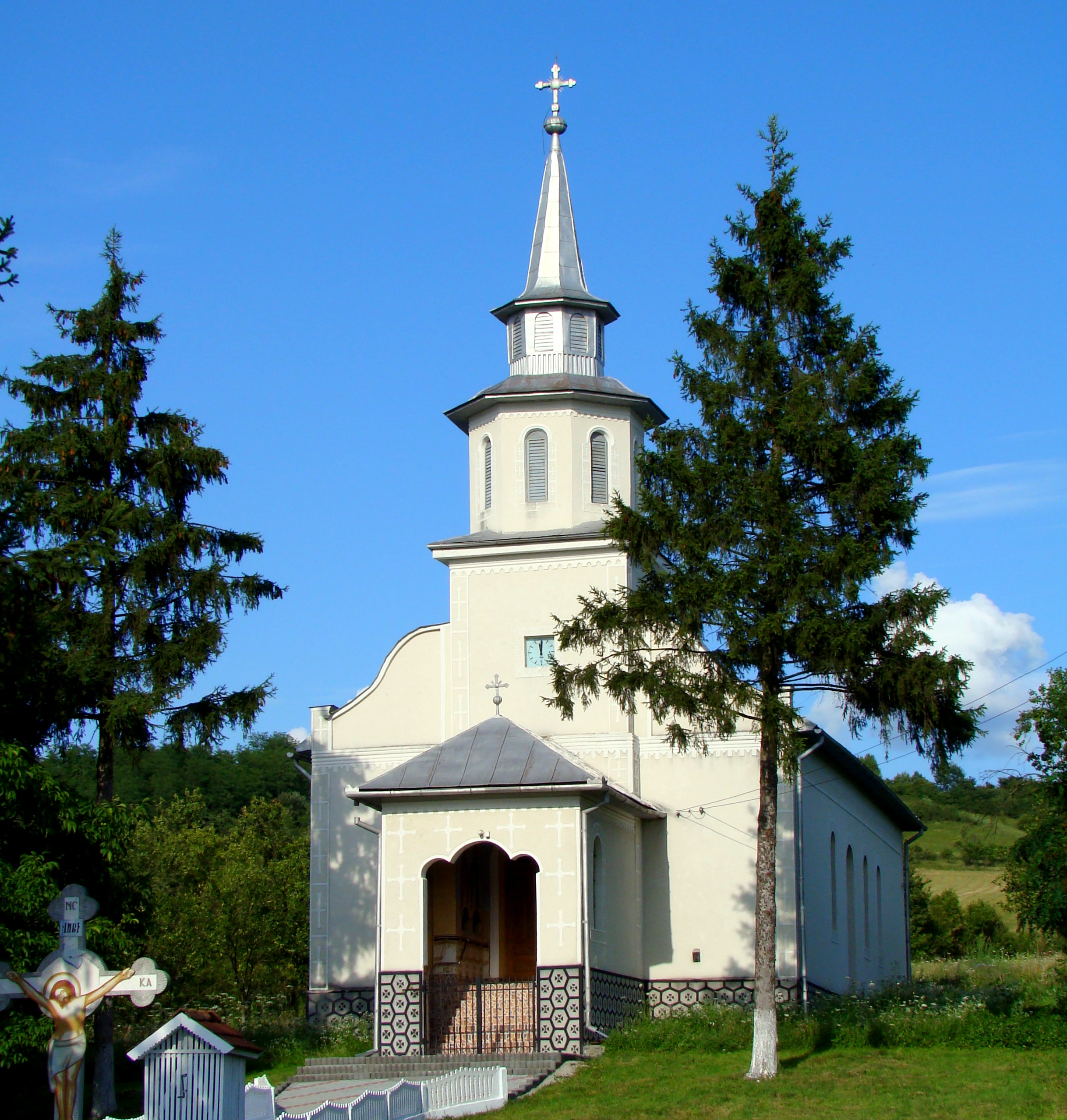
Biserica nouă a fost sfinţită de Episcopul Teofil Herineanu în anul 1961
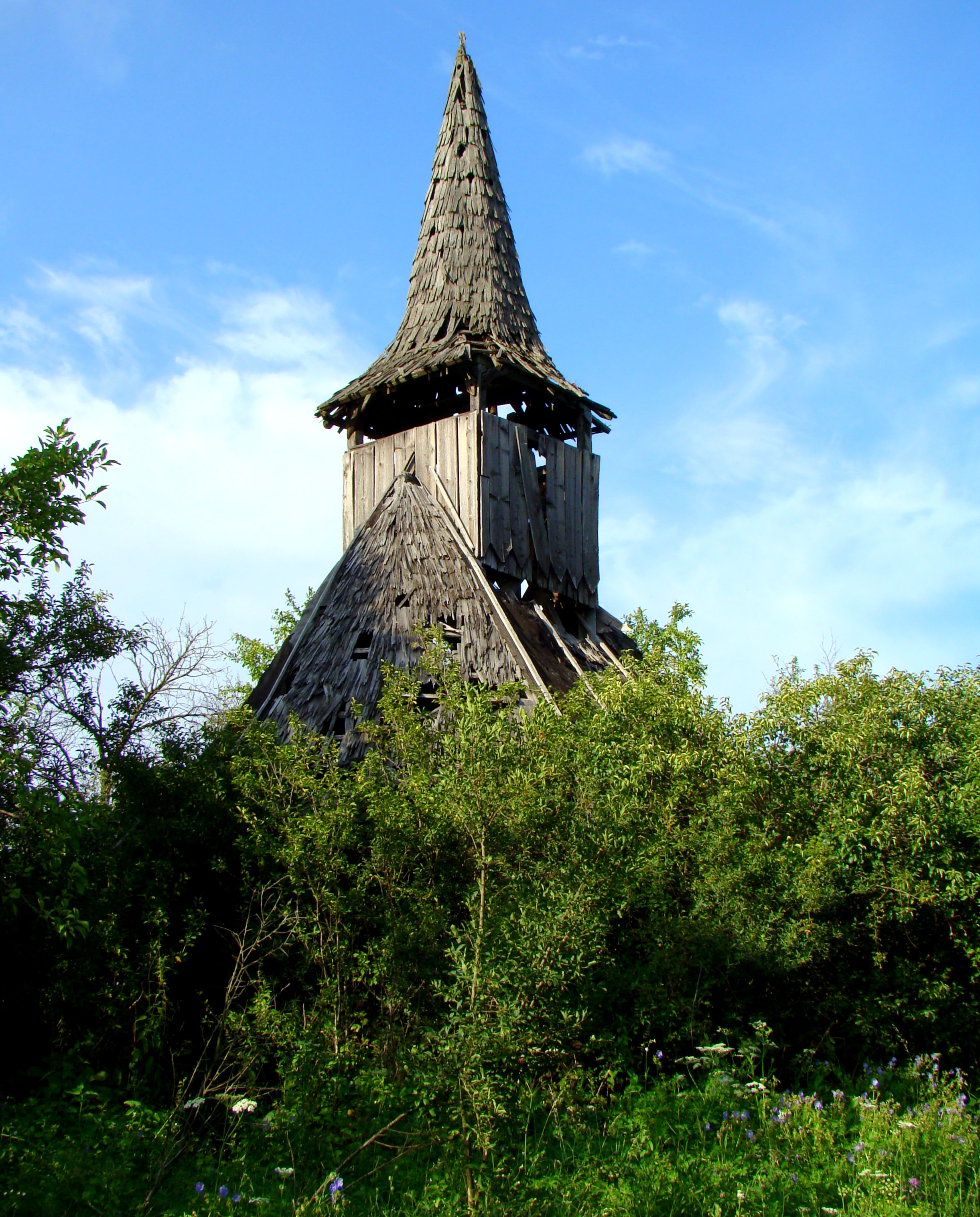
Biserica veche de lemn (monument istoric)
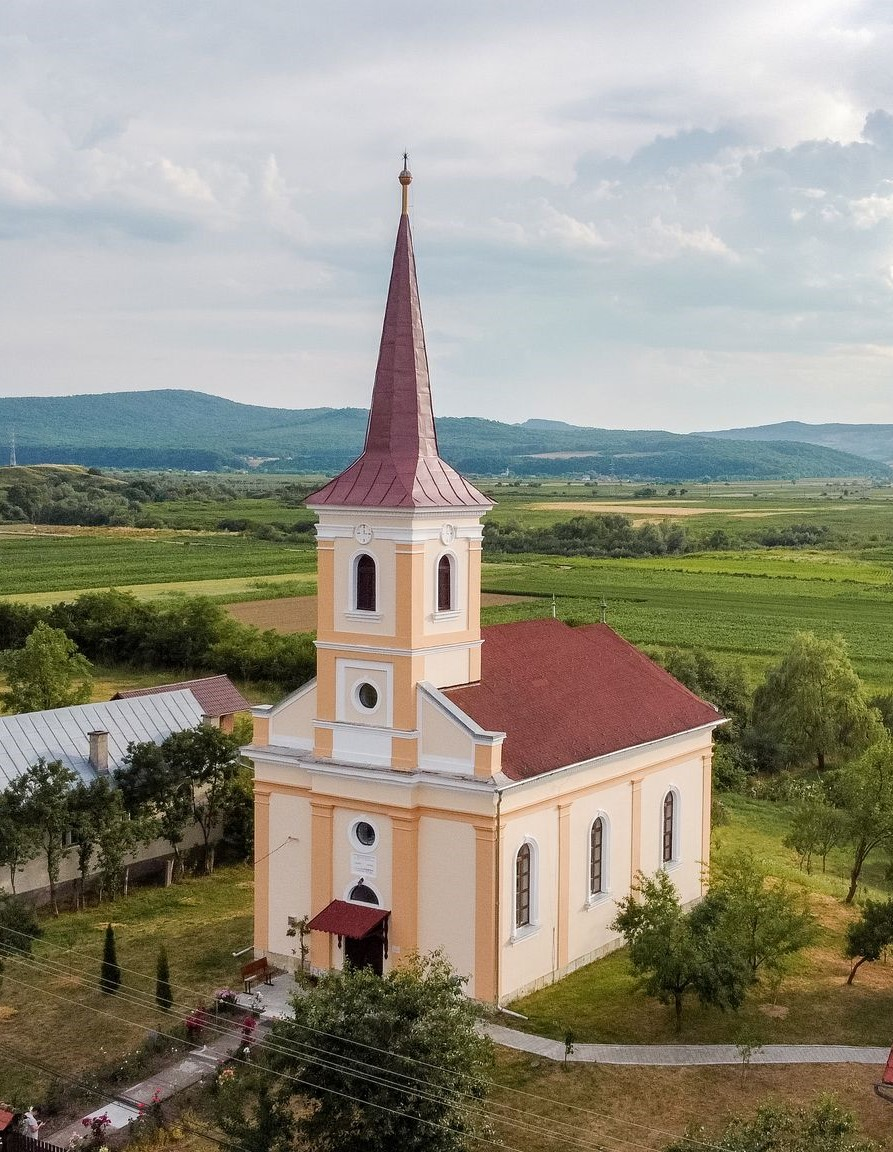
Biserica reformată
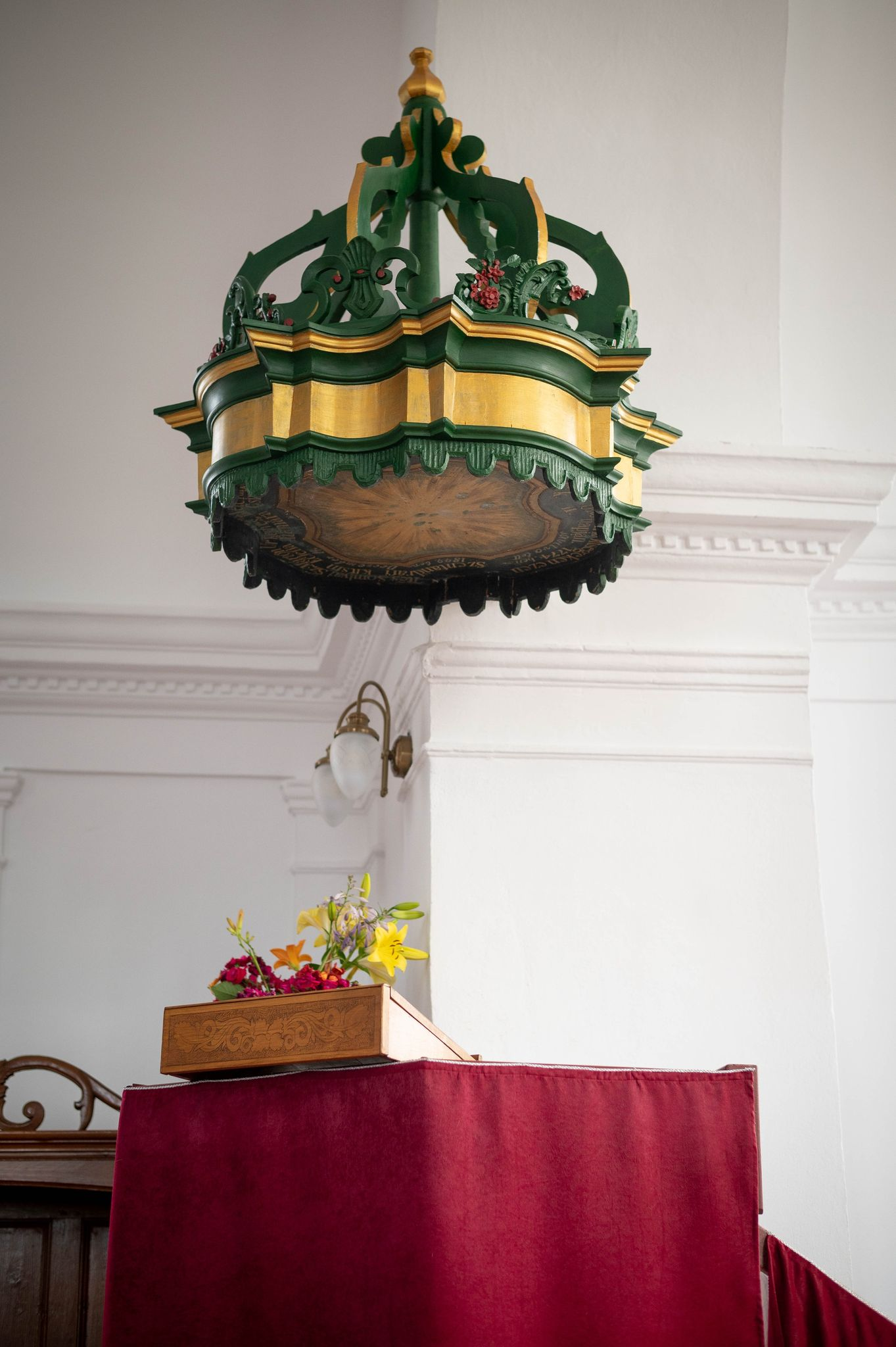
Coroana amvonului